# Tännäs församling
Tännäs församling var en församling i Härnösands stift och i Härjedalens kommun i Jämtlands län. Församlingen uppgick 2006 i Tännäs-Ljusnedals församling.
Församlingskyrka var Tännäs kyrka.

## Administrativ historik
Församlingen bildades senast omkring 1550 genom utbrytning ur Hede församling. På 1680-talet utbröts Mässlinge församling.
Församlingen var till 1 maj 1925 annexförsamling i pastoratet Hede, Vemdalen och Tännäs som från 1751 också omfattade Storsjö församling och från 1757 Ljusnedals församling och från 1768 Hede lappförsamling. Från 1 maj 1925 till 1942 moderförsamling i pastoratet Tännäs, Ljusnedal och Tännäs lappförsamling, från 1942 till 2006 moderförsamling i pastoratet Tännäs och Ljusnedal. Församlingen uppgick 2006 i Tännäs-Ljusnedals församling.

## Befolkningsutveckling
| Befolkningsutvecklingen i Tännäs församling 1810–2020                                                                                             | Befolkningsutvecklingen i Tännäs församling 1810–2020 | Befolkningsutvecklingen i Tännäs församling 1810–2020 | Befolkningsutvecklingen i Tännäs församling 1810–2020 | Befolkningsutvecklingen i Tännäs församling 1810–2020 |
| --- | ----------------------------------------------------- | ----------------------------------------------------- | ----------------------------------------------------- | ----------------------------------------------------- |
| |                                                       |                                                       |                                                       |                                                       |
| År |                                                       |                                                       | Folkmängd                                             |                                                       |
| 1810 | 1810                                                  |                                                       | 338                                                   |                                                       |
| 1820 | 1820                                                  |                                                       | 409                                                   |                                                       |
| 1830 | 1830                                                  |                                                       | 522                                                   |                                                       |
| 1840 | 1840                                                  |                                                       | 529                                                   |                                                       |
| 1850 | 1850                                                  |                                                       | 696                                                   |                                                       |
| 1860 | 1860                                                  |                                                       | 788                                                   |                                                       |
| 1870 | 1870                                                  |                                                       | 825                                                   |                                                       |
| 1880 | 1880                                                  |                                                       | 954                                                   |                                                       |
| 1890 | 1890                                                  |                                                       | 1 138                                                 |                                                       |
| 1900 | 1900                                                  |                                                       | 1 297                                                 |                                                       |
| 1910 | 1910                                                  |                                                       | 1 361                                                 |                                                       |
| 1920 | 1920                                                  |                                                       | 1 404                                                 |                                                       |
| 1930 | 1930                                                  |                                                       | 1 587                                                 |                                                       |
| 1940 | 1940                                                  |                                                       | 1 687                                                 |                                                       |
| 1950 | 1950                                                  |                                                       | 1 672                                                 |                                                       |
| 1960 | 1960                                                  |                                                       | 1 666                                                 |                                                       |
| 1970 | 1970                                                  |                                                       | 1 712                                                 |                                                       |
| 1980 | 1980                                                  |                                                       | 1 750                                                 |                                                       |
| 1990 | 1990                                                  |                                                       | 1 671                                                 |                                                       |
| 2020 | 2020                                                  |                                                       | 1 808                                                 |                                                       |
| Anm: Källor: Demografiska databasen, CEDAR, Umeå universitet, Folkmängden per distrikt, landskap, landsdel eller riket efter kön. År 2015 - 2022. |                                                       |                                                       |                                                       |                                                       |